# Матазо, Элиот
Элио́т Матазо́ (фр. Eliot Matazo; родился 15 февраля 2002, Волюве-Сен-Ламбер, Бельгия) — бельгийский футболист, полузащитник клуба «Халл Сити».

## Футбольная карьера
Матазо — уроженец бельгийской коммуны Волюве-Сен-Ламбер Брюссельского столичного региона. Занимался футболом в академии одного из крупнейших бельгийских клубов — «Андерлехта». В 2018 году перешёл в академию «Монако».
С сезона 2019/2020 — игрок второй команды «Монако». За сезон провёл за неё 14 матчей. В сезон 2020/2021 попал в заявку основного состава. 27 сентября 2020 года дебютировал за основную команду «Монако» в поединке Лиги 1 против «Страсбура», выйдя на поле на замену на 61-й минуте вместо Стевана Йоветича.
Также Матазо выступал за юношеские сборные Бельгии среди игроков не старше 16 и 18 лет.